# Municipio de Racine (Minnesota)
El municipio de Racine (en inglés: Racine Township) es un municipio ubicado en el condado de Mower en el estado estadounidense de Minnesota. En el año 2010 tenía una población de 455 habitantes y una densidad poblacional de 4,93 personas por km².

## Geografía
El municipio de Racine se encuentra ubicado en las coordenadas 43°47′26″N 92°30′36″O / 43.79056, -92.51000. Según la Oficina del Censo de los Estados Unidos, el municipio tiene una superficie total de 92.37 km², de la cual 92,37 km² corresponden a tierra firme y (0 %) 0 km² es agua.

## Demografía
Según el censo de 2010, había 455 personas residiendo en el municipio de Racine. La densidad de población era de 4,93 hab./km². De los 455 habitantes, el municipio de Racine estaba compuesto por el 99,78 % blancos, el 0,22 % eran asiáticos. Del total de la población el 0 % eran hispanos o latinos de cualquier raza.